# Uschi Obermaier

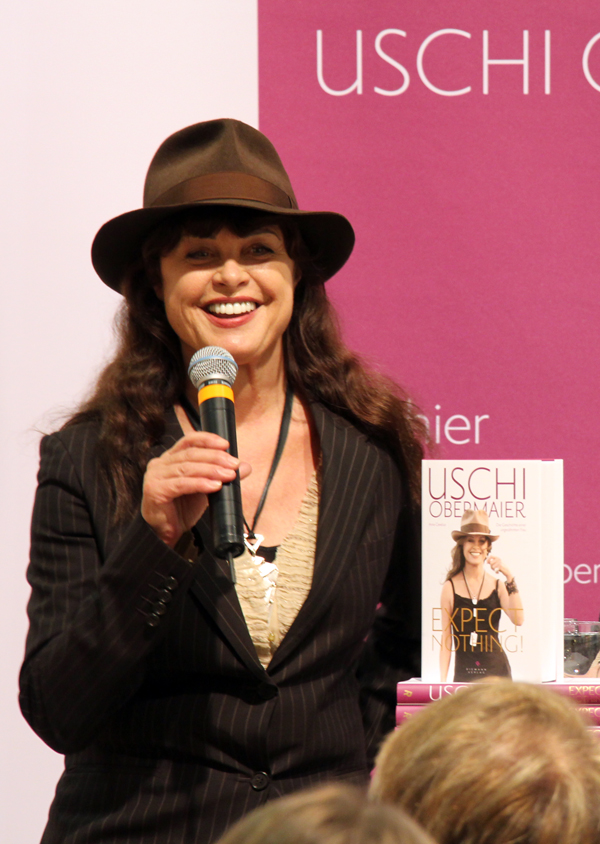
Uschi Obermaier, 2013 auf der Frankfurter Buchmesse

Ursula „Uschi“ Obermaier (* 24. September 1946 in München), zeitweiliger Künstlername Chrissi Malberg, ist eine deutsche Schauspielerin und ehemaliges Fotomodell. Sie war eine Zeitlang Mitglied der Kommune I und wurde in der Zeit der 68er-Bewegung in Deutschland als Verfechterin der sexuellen Revolution bekannt.

## Leben
Obermaier ist die Tochter eines Dekorateurs. Nach ihrem Schulabschluss begann sie die Lehre einer Fotoretuscheurin, die sie jedoch abbrach. Bald darauf wurden Modefotografen auf sie aufmerksam, und sie zog von München nach West-Berlin und von dort nach London. In zahlreichen Fotostrecken für Illustrierte, unter anderem für die US-Vogue im Jahr 1973, zeigte sie nicht nur ihr Gesicht, sondern auch ihren nackten Körper und das fachgerechte Drehen eines Joints. Ihre Karriere führte in die Fotostudios von Helmut Newton und Richard Avedon. Einst von Reportern der Zeitschrift Twen entdeckt, wurde Obermaier in kurzer Zeit zum Sex-Symbol einer Generation. Im Alter von 50 Jahren ließ sie sich noch einmal für den Playboy und mit 60 Jahren für den Stern fotografieren.
Als Groupie der Münchener Band Amon Düül traf Obermaier 1968 bei den Internationalen Essener Songtagen Rainer Langhans. Sie wurde Mitglied der Berliner Kommune I und lebte dort zusammen mit Dieter Kunzelmann, Fritz Teufel, Ulrich Enzensberger und Langhans, der ihr Freund war. Das Paar sprach in den Medien offen über seine Beziehung und die freie Liebe. Jedoch galt die Münchnerin nicht als APO-Aktivistin. In ihrer Autobiografie High Times schildert sie ihre Erlebnisse mit Langhans und anderen Protagonisten der Kommune I, bevor sie mit Langhans in München in die von Thomas Althoff gegründete High-Fish-Kommune (auch Haifisch-Kommune) zog: „Kunzelmann und seine Leute wurden vor unseren Augen zu Junkies und zur selben Zeit immer militanter.“ In ihrer Autobiografie Das wilde Leben gibt sie an, Liebesaffären mit Mick Jagger, Keith Richards und Jimi Hendrix gehabt zu haben. Ihren Schilderungen zufolge bestand das Frühstück mit den Stones immer aus Kaviar und Champagner – und in ihrem Fall aus Apfelsaft, einer Linie Heroin und einem Joint.
Obermaier wirkte in mehreren Spielfilmen mit, etwa 1968 neben Iris Berben unter der Regie von Rudolf Thome in Detektive und 1969 als Hauptdarstellerin in Rote Sonne. Zusammen mit Langhans übernahm sie 1971 eine kleine Rolle in dem deutschen Spielfilm Haytabo von Ulli Lommel. Der italienische Produzent Carlo Ponti soll ihr einen Zehnjahresvertrag angeboten haben, der zehn Filme, darunter einen mit dem Regisseur Michelangelo Antonioni, vorsah, den Obermaier jedoch ablehnte.
Ab 1973 lebte Obermaier zusammen mit Dieter Bockhorn, dem Betreiber des Galerie-Café Adler, in Hamburg. Mit ihm reiste sie ab 1976 mehrere Jahre in einem von Bockhorn ausgebauten Bus um die Welt – 20 Monate auf dem Hippie trail durch Asien und drei Jahre durch die USA und Mexiko. Berichte, wonach sie in jedem Land, das sie bereisten, nach Landessitte heirateten, bezeichnete Obermaier in einem Interview mit der Zeitschrift Galore als frei erfunden. Tatsächlich heirateten sie einmal in Indien, wobei Obermaier betont, dabei habe es sich um ein Happening, nicht um eine reguläre Heirat gehandelt. Zu Silvester 1983 starb Bockhorn bei einem Motorradunfall in Mexiko.
Obermaier lernte anschließend in Baja California/Mexiko ein amerikanisches Ehepaar kennen, das sie später als „Ersatzeltern“ bezeichnete. Es bot Obermaier ihr Gästehaus an, aber sie habe weiter in ihrem Bus in der Garagenauffahrt gelebt. Durch die Frau, eine Künstlerin, erlernte Obermaier das Handwerk der Schmuckherstellung, sodass sie bald eigenen Schmuck herzustellen begann.
Obermaier nahm die US-amerikanische Staatsbürgerschaft an, lebte in Topanga Canyon bei Los Angeles und arbeitete als Schmuckdesignerin. Im Jahr 2020 zog sie nach Portugal.

## Filmografie
- 1969: Detektive
- 1970: Film oder Macht
- 1970: Die Geschäftsfreunde
- 1970: Rote Sonne
- 1971: Eddie geht weiter (Haytabo)
- 1995: Um die 30
- 1997: Blutrausch

Obermaiers Leben wurde 2006 unter der Regie von Achim Bornhak mit Natalia Avelon in der Hauptrolle verfilmt. Das wilde Leben kam am 1. Februar 2007 in die deutschen Kinos und ist seit dem 3. August 2007 auf DVD erhältlich.

## Veröffentlichungen
- Uschi Obermaier, Claudius Seidl: Das wilde Leben. Hoffmann und Campe, Hamburg 1994, ISBN 3-455-08603-9.
- Uschi Obermaier, Olaf Kraemer: High Times. Mein wildes Leben. Heyne Verlag, München 2006, ISBN 3-453-13010-3.
- Uschi Obermaier: Expect nothing! Die Geschichte einer ungezähmten Frau. Riemann Verlag, München 2013, ISBN 978-3-570-50156-6.